# École d'armurerie Léon Mignon
Pour les articles homonymes, voir Mignon (homonymie).
L'école d'armurerie Léon Mignon, située au centre de la ville belge de Liège, près de la place Saint-Lambert, est une école d'enseignement secondaire professionnel fondée le 8 février 1897 par la Ville de Liège à l'initiative de l'Union des Fabricants d'Armes. L'école permettait aux artisans armuriers de disposer de main d'œuvre qualifiée.
À l'angle du bâtiment de l'école, on installe en 1906 un relief du sculpteur Oscar Berchmans à la mémoire de Léon Mignon.
« L'École d'Armurerie, qui n'a pas d'équivalent et reçoit un grand nombre d'élèves français » est, selon l’Encyclopédie des armes de chasse, l'une des trois institutions qui font de Liège « l'une des grandes métropoles européennes de l'arme ».